# Яхмос-Ситкамос
Яхмос-Ситкамос или Ситкамос — принцесса и царица конца XVII — начала XVIII династии Древнего Египта. Судя по её имени она, возможно, была дочерью фараона Камоса. Её имя переводится как «дочь Камоса».

## Биография
По всей вероятности, она была женой Яхмоса I, который был ей дядей или двоюродным братом. Она носила титулы «жена царя», «дочь царя» и «сестра царя». Также ей принадлежал титул «Супруга бога Амона», но его она, скорее всего, получила посмертно.
Мумия Ситкамос была обнаружена в 1881 году в гробнице DB-320 в Дейр эль-Бахри. Она находилась в саркофаге человека, имя которого было Педиамун, жившего при XXI династии. Её мумия была обнаружена Гастоном Масперо 19 июня 1886 года. Ситкамос, по его оценкам, было около 30 лет, когда она умерла. Графтон Элиот Смит описывает её как женщину крепкого телосложения с мужскими чертами. Мумия была повреждена расхитителями гробниц.